# Bleed American (canción)
«Bleed American» es un sencillo de la banda de rock alternativo Jimmy Eat World perteneciente al álbum homónimo, Bleed American, de 2001. El sencillo fue lanzado el 24 de septiembre de ese mismo año y tras los atentados del 11 de septiembre fue renombrado "Salt Sweat Sugar", frase que aparece en las primeras líneas de los estribillos.

## Listado de canciones
1. «Bleed American» (álbum versión)
2. «Splash, Turn and Twist» (non lp versión)
3. «Your House» - rock versión (demo)
4. «The Authority Song» (demo versión)
5. «Bleed American» (video)

## Éxitos de la canción
- N.º18 en Modern Rock Tracks de 2001.

- Datos: Q2345874